# Meta Elste
Meta Elste   (Bremen, 16 d'octubre de 1919 - Chicago, 30 d'octubre de 2010) va ser una gimnasta artística estatunidenca d'origen alemany que va competir durant les dècades de 1940 i 1950.
El 1948 va prendre part en els Jocs Olímpics de Londres, on guanyà la medalla de bronze en la competició del concurs complet per equips del programa de gimnàstica. Quatre anys més tard, als Jocs de Hèlsinki, disputà les set proves del programa de gimnàstica que es programaren en aquella edició. La millor de les classificacions fou la quinzena en el concurs complet per equips.
A nivell nacional aconseguí 3 títols de l'Amateur Athletic Union, així com 25 podis més entre 1941 i 1952.